# Соммот
Соммо́т (фр. Sommauthe) — коммуна во Франции, находится в регионе Шампань — Арденны. Департамент коммуны — Арденны. Входит в состав кантона Бюзанси. Округ коммуны — Вузье.
Код INSEE коммуны — 08424.
Коммуна расположена приблизительно в 210 км к востоку от Парижа, в 75 км северо-восточнее Шалон-ан-Шампани, в 37 км к юго-востоку от Шарлевиль-Мезьера.

## Население
Население коммуны на 2008 год составляло 117 человек.
| 1962 | 1968 | 1975 | 1982 | 1990 | 1999 | 2008 |
| ---- | ---- | ---- | ---- | ---- | ---- | ---- |
| 152  | 178  | 186  | 157  | 138  | 109  | 117  |

## Администрация
| Период | Период | Фамилия          | Партия | Должность |
| ------ | ------ | ---------------- | ------ | --------- |
| 2001   | 2011   | Мари-Лин Тома    |        |           |
| 2011   |        | Жан-Батист Гомес |        |           |

## Экономика

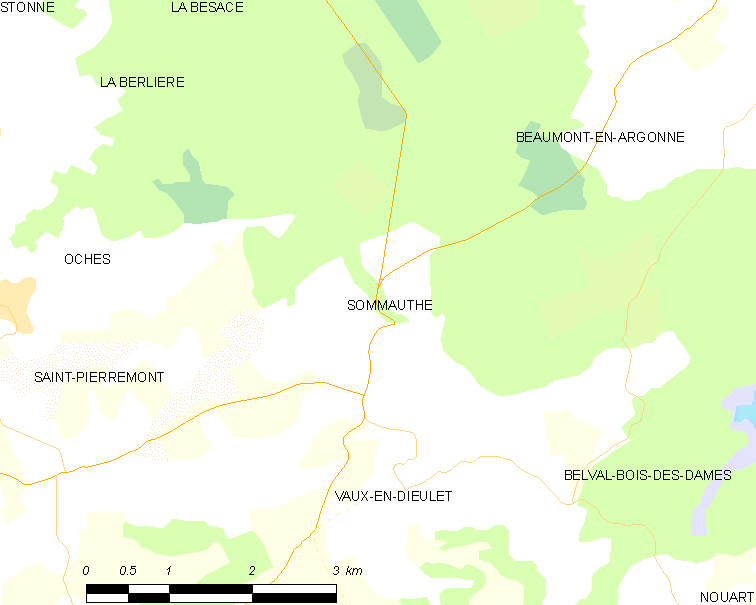
Карта коммуны

В 2007 году среди 74 человек в трудоспособном возрасте (15—64 лет) 43 были экономически активными, 31 — неактивными (показатель активности — 58,1 %, в 1999 году было 58,9 %). Из 43 активных работали 38 человек (24 мужчины и 14 женщин), безработными были 5 женщин. Среди 31 неактивных 5 человек были учениками или студентами, 14 — пенсионерами, 12 были неактивными по другим причинам.